# Canuto José Reyes y Balladares
Canuto José Reyes y Balladares (* 12. September 1863 in León; † 3. November 1951 in Granada) war ein nicaraguanischer römisch-katholischer Geistlicher und Bischof von Granada.

## Leben
Canuto José Reyes y Balladares empfing am 12. Juni 1887 das Sakrament der Priesterweihe für das Bistum León en Nicaragua. Später war er Domdechant an der Kathedrale von León.
Am 12. Juli 1915 ernannte ihn Papst Benedikt XV. zum Bischof von Granada. Der Erzbischof von Managua, José Antonio Lezcano y Ortega, spendete ihm am 14. November desselben Jahres in Managua die Bischofsweihe; Mitkonsekrator war der Bischof von León en Nicaragua, Simeón Pereira y Castellón.